# استیو سارکیسیان
استیون امبروز سارکیسیان (انگلیسی: Stephen Ambrose Sarkisian متولد ۸ مارس ۱۹۷۴) یک بازیکن سابق و مربی فعلی فوتبال آمریکایی ارمنی‌تبار اهل ایالات متحده آمریکا است. یو مربی و بازیکن سابق کارفرمای است که در حال حاضر مربیگری در دانشگاه تگزاس در آستین می‌باشد. وی پیش از این به عنوان هماهنگ‌کننده تهاجمی دانشگاه آلاباما و آتلانتا فالکونز لیگ ملی فوتبال (NFL) فعالیت می‌کرد. وی همچنین از سال ۲۰۰۹ تا ۲۰۱۳ به عنوان سرمربی دانشگاه واشینگتن و از ۲۰۱۴ تا ۲۰۱۵ در دانشگاه کالیفرنیای جنوبی (USC) خدمت کرده‌است. او فوتبال دانشگاهی را به عنوان بازیکن خط حمله در دانشگاه بریگام یانگ (BYU) و به‌طور حرفه ای با ساسکاچوان سوارکاران خشن لیگ فوتبال کانادا (CFL) آغاز کرد.

## حرفه بازیگری

### کالج USC و ال کامینو
بعد از یک بازی بیسبال و فوتبال برجسته در دبیرستان غرب در تورنس، کالیفرنیا، سارکیسیان (۶ '، 165 lb) هیچ پیشنهادی برای تحصیلات دانشگاهی دریافت نکرد. وی فعالیت ورزشی مشترک خود را در سال ۱۹۹۲ در USC به عنوان یک بازیکن میانی غیر بورسیه در تیم بیس بال تروجان آغاز کرد. او تلاش کرد، بازی یک بخش I در بیس بال را ادامه دهد و بعد از یک ترم به ال کامینو کالج منتقل شد، دو سال در کالج جامعه مجاور به شهر خود تورنس بازی کرد، که در آن مدافع بوده‌است. سارکیسیان به اصرار جان فدرستون، سرمربی فوتبال ال کامینو، یکی از مربیان وی بوده‌است، فوتبال خود را دوباره آغاز کرد. سارکیسیان به عنوان دانشجوی تازه‌وارد پیراهن قرمز در سال ۱۹۹۳ به تن کرد، و افتخارات کنفرانس تمام مأموریت را بدست آورد. وی در دوره دوم تحصیلات خود، پس از ثبت رکورد ملی کالج نوجوانان با تکمیل ۷۲٫۴ درصد از قبولی‌های خود، به عنوان درجه کالج جونیور تمام آمریکایی انتخاب شد.

#### ۱۹۹۵
سارکیسیان به عنوان یک جوان، برای فصل ۱۹۹۵ به دانشگاه بریگام یانگ در پروو، یوتا منتقل شد. وی توسط دی وین واکر، مربی خود در BYU قهوه خوری، استخدام شد. اگرچه ایالت کانزاس و ایالت واشینگتن علاقه نشان دادند، سارکیسیان در درجه اول باب را انتخاب کرد زیرا این مدرسه در دهه گذشته بیشتر از بقیه برنده دیوی اوبراین و برنده هایزمن بوده‌است و در دهه گذشته بیش از مدارس دیگر در افتخار کسب کرده‌است. بازیکن خط حمله قبلی، جان والش، نیز از تورنس و از دوستان سارکیسیان بود. والش یک سال زودتر مدرسه را ترک کرد و وارد پیش نویس NFL 1995 شد، و یک خلأ خوانده در نمودار عمق ایجاد کرد. سارکیسیان در دسامبر ۱۹۹۴ بورس تحصیلی را با باب پذیرفت.
در باب، سارکیسیان تحت مربیگری لاول ادواردز ، هماهنگ‌کننده حمله تهاجمی ، نورم چوو با مربیگری می کردبوده است. سارکیسیان به عنوان یک دوره ابتدایی ۳٬۴۳۷ یارد و ۲۰ مسابقه را پشت سر گذاشت و افتخارات کنفرانس ورزشی تمام غربی را کسب کرد. سارکیسیان با پیروزی ۴۵–۲۸ باب برابر ایالت فرسنو ، ۳۱ نتیجه از ۳۴ پاس ۳۹۹ متری و سه مسابقه را به پایان رساند. درصد تکمیل او در این بازی (۹۱٫۲ درصد) در آن زمان رکورد NCAA را ثبت کرد.

#### ۱۹۹۶
به عنوان یک سالخورده، سارکیسیان فصل 1996 BYU را با عبور از ۵۳۶ یارد و شش مسابقه در پیروزی ناراحت‌کننده ۴۱–۱۷ کوگارها مقابل A&M تگزاس در پوست خوک کلاسیک آغاز کرد. ۵۳۶ یارد گذشته بیشترین فاصله پرتاب این بازیکن در برابر تگزاس A&M بود. سارکیسیان بازی را با ارسال ۴۶ حیاط تاچ داون به کو تراس به پایان رساند تا پیروزی را مهر و موم کند.
BYU فصل عادی را با رکورد ۱۳–۱ و شکست دادن وایومینگ، ۲۸–۲۵، در بازی قهرمانی WAC به پایان رساند. سارکیسیان در طول فصل عادی ۴٬۰۲۷ یارد و ۳۳ تاچ داون را پشت سر گذاشت. امتیاز ۱۷۳٫۶ پاسور وی منجر به کل NCAA شد. به خاطر تلاش‌هایش، او به عنوان بازیکن سال تهاجمی WAC و تیم دوم تمام آمریکایی انتخاب شد. به سارکیسیان نیز جایزه سامی بخند جایزه به عنوان پاسور برتر کشور اعطا شد و وی را به هفتمین خط حمله BYU تبدیل شد که این افتخار را کسب کرد. او همچنین در دسامبر ۱۹۹۶ در جلد تلویزیون راهنما حضور داشت. BYU این فصل را با پیروزی ۱۹–۱۵ برابر ایالت کانزاس در مسابقات کاسه پنبه ای کلاسیک به پایان رساند. سارکیسیان در کوارتر چهارم یک جفت پاس تاچ داون انداخت تا کوگارها را به یک پیروزی پشت سر هم برساند. BYU فصل را با رکورد ۱۴–۱ به پایان رساند و در پنج نظر سنجی AP و نظرسنجی مربیان در رده پنجم کشور قرار گرفت. قهوه خوری اولین تیم بخش IA در تاریخ NCAA شد که ۱۴ بازی را در یک فصل به دست آورد. سارکیسیان با ۱۶۲٫۰ امتیاز کارایی در عبور از کار، هجدهم در لیست NCAA تاریخ است.
سارکیسیان پس از دریافت مدرک کاردانی خود در مطالعات عمومی از ال کامینو در سال ۱۹۹۴، مدرک لیسانس خود را در رشته جامعه‌شناسی از BYU دریافت کرد.

### لیگ فوتبال کانادا
سارکیسیان به‌طور حرفه ای برای سه فصل، ۱۹۹۷ تا ۱۹۹۹، در ساسکاچوان سوارکاران خشن در لیگ فوتبال کانادا (فانوس) بازی کرد. او در فصل ۱۹۹۹ شروع کننده فصل ۱۹۹۹ فانوس بودو با ۱۶ پاس لمسی و ۲۱ رهگیری کار را به پایان رساند. تیم او با یک رکورد ناخوشایند ۳–۱۵ کار را به پایان رساند و باعث شد سارکیسیان به حرفه بازیگری خود پایان دهد.

## شغل مربیگری

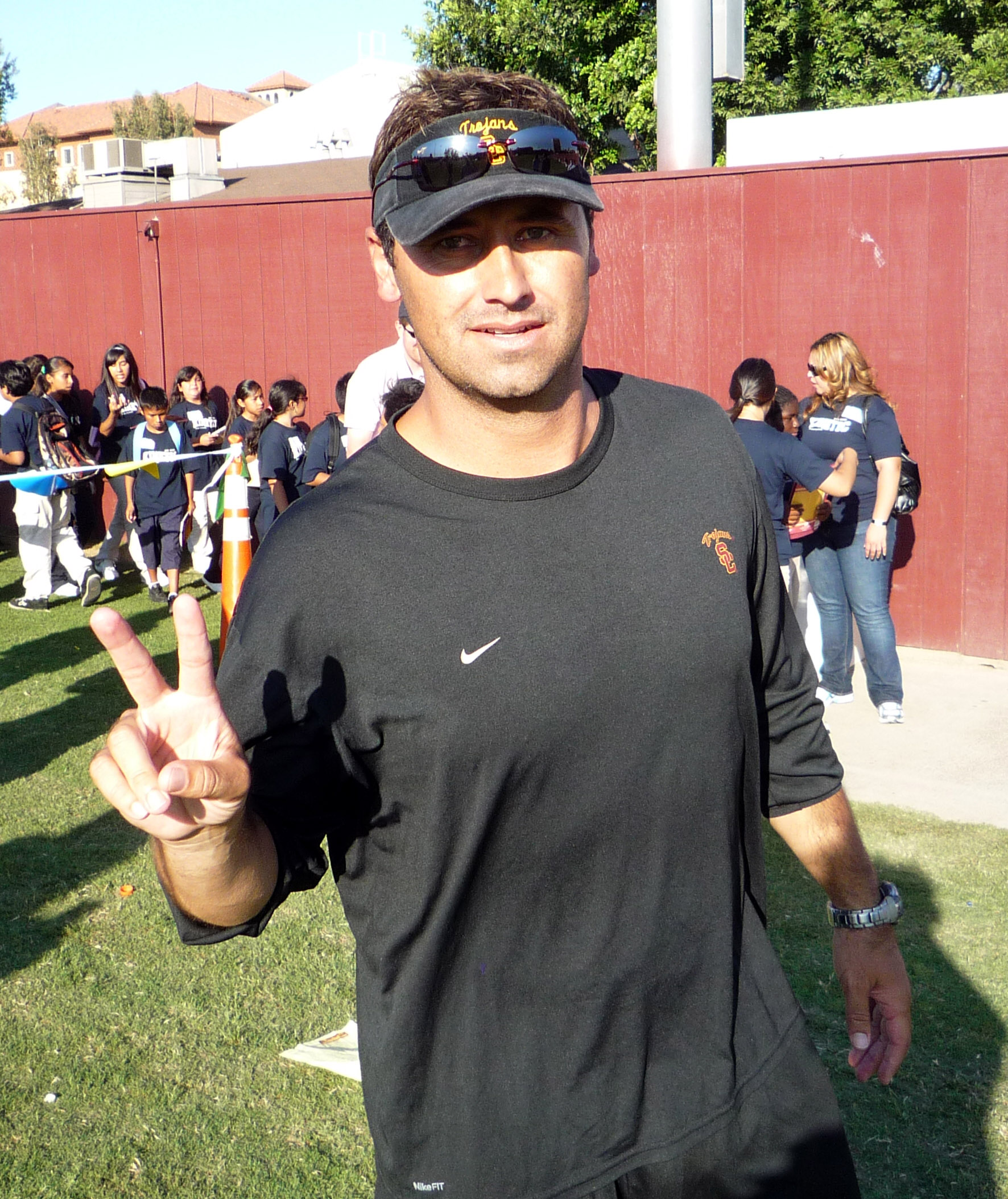
سارکیسیان پس از یک تمرین سقوط ۲۰۰۸، علامت سنتی «V برای پیروزی» USC را ساخت

### کالج ال کامینو
دوران مربیگری سارکیسیان از سال ۲۰۰۰ آغاز شد، زمانی که او به عنوان مربی تیم خط حمله به کالج ال کامینو بازگشت.
- اظهارات USC و اکلند

فصل بعد، سارکیسیان به مربی سابق خود، نورم چوو، در USC پیوست. چو به عنوان هماهنگ‌کننده حمله USC توسط سرمربی جدید پیت کارول استخدام شد. سارکیسیان در ۲۰۰۱ تیم فوتبال USC تروجان سال ۲۰۰۱ به عنوان دستیار تهاجمی و سپس در ۲۰۰۲ تیم فوتبال تروجان‌های USC سال ۲۰۰۲ و 2003 به عنوان مربی خط حمله کار کرد. در [[فصل ۲۰۰۴ اوکلند ریدرز|سال ۲۰۰۴، سارکیسیان به عنوان مربی بازیکنان خط حمله مهاجمان اوکلند از NFL به رده‌های حرفه ای رفت. اوکلند بیش از ۴۰۰۰ حیاط عبوری را جمع‌آوری کرد و از ۳۲ تیم NFL در حیاط گذرگاه هشتم شد. سارکیسیان برای فصل ۲۰۰۵ به USC بازگشت و عنوان دستیار سرمربی به وظایف خود به عنوان مربی خط حمله اضافه کرد. در ژانویه ۲۰۰۷، سارکیسیان برای تعویض سمت مربیگری خالی خود با مهاجمان مصاحبه کرد، اما خود را برای ادامه حضور در USC بیرون کشید. هنگامی که کیفین سمت مربیگری را با مهاجمان به عهده گرفت، سارکیسیان به جای لین کیفین به عنوان هماهنگ‌کننده حمله USC منصوب شد.

### واشینگتن

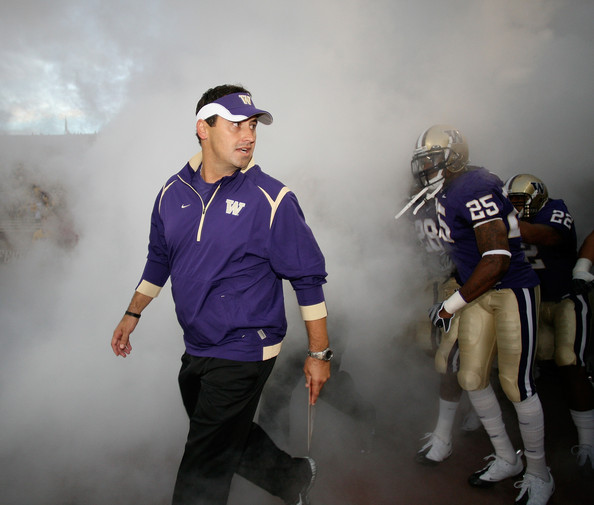
سارکیسیان هاسکی‌ها را به داخل زمین هدایت می‌کند

پس از اتمام یک ۲۰۰۸ تیم فوتبال واشینگتن هاسکی|فصل بدون برد ۲۰۰۸]]، دانشگاه واشینگتن در یک کنفرانس مطبوعاتی در مرکز دون جیمز در استادیوم هاسکی در ۸ دسامبر ۲۰۰۸، سارکیسیان را به عنوان ۲۳مین سرمربی فوتبال معرفی کرد. سارکیسیان قراردادی امضا کرد که در سال ۲۰۰۹ مبلغ ۱٫۷۵ میلیون دلار به وی پرداخت کردند و حقوق وی تا سال ۲۰۱۳ به ۲٫۳ میلیون دلار افزایش یافت. در لس آنجلس، جان مورتون جانشین سارکیسیان به عنوان هماهنگ‌کننده حمله در USC انتخاب شد.
در اولین سال سارکیسیان به عنوان سرمربی در سال ۲۰۰۹، واشینگتن با نارضایتی زیادی از تیم سابق سارکیسیان، با شکست دادن شماره ۳ USC ۱۶–۱۳ با یک گل دوم به میدان رفت. واشینگتن سپس شش بازی از هفت بازی بعدی خود را باخت، اما فصل را کاملاً به پایان رساند و با پیروزی ۳۰–۰ به حریف واشینگتن ایالت، با ادعای جام اپل، و با یک شکست شماره ۱۹ کالیفرنیا، ۴۲–۱۰، یک شکست دیگر به ثمر رساند. واشینگتن سال را با رکورد ۵–۷ به پایان رساند، که یک پیشرفت چشمگیر نسبت به [[۲۰۰۸ تیم فوتبال واشینگتن هاسکی|فصل قبل است]]، بدون پیروزی ۰–۱۲.
با عزیمت پیت کارول از USC برای مربیگری سیاتل سیهاوکس در ۹ ژانویه ۲۰۱۰، در رسانه‌ها به عنوان یک جانشین بالقوه بحث شد که سارکیسیان به عنوان جانشین بالقوه مورد بحث قرار گرفت، اما سارکیسیان اظهار داشت که پیشنهادی برای سرمربیگری تروجان‌ها دریافت نکرده‌است. با وجود اظهار نظرهای عمومی، سارکیسیان همچنان از طرف مایک گرت، مدیر ورزشی USC، کاندیدای اصلی برای این سمت شناخته می‌شد. با این حال، سارکیسیان در مورد ترک واشینگتن پس از یک سال ابراز قوت کرد و تصمیم گرفت که این سمت را دنبال نکند. در نهایت، لین کیفین برای این سمت استخدام شد.
در فصل دوم سارکیسیان به عنوان سرمربی واشینگتن، هاسکی‌ها ۶–۶ در سال ۲۰۱۰ رفتند. هاسکی‌ها با گلزنی در پایان بازی، این بار در لس آنجلس، بار دیگر USC را شکست دادند. در اواسط فصل، UW باخت و پیروزی متناوب داشت و ۳–۳ بود، سپس در سه بازی بعدی با نتیجه ۱۳۸–۳۰ مغلوب شد، همه باخت مقابل آریزونا، استنفورد و اورگان. آنها به ۳–۶ سقوط کردند، اما سال را با سه پیروزی متوالی به پایان رساندند و برای اولین بار از فصل ۲۰۰۲ واجد شرایط بودند. هاسکی‌ها فصل را با پیروزی خیره کننده ۱۹ بر ۷ مقابل شماره ۱۸ نبراسکا در مسابقات کاسه تعطیلات به پایان بردند و انتقام باخت خانگی ۵۶–۲۱ را در ماه سپتامبر به هاسکرها بردند. این اولین فصل برد آنها در ۹ سال گذشته بود.
با رفتن ستاره خط حمله جیک لاکر به NFL، بسیاری انتظار داشتند که هاسکی‌ها در فصل ۲۰۱۱، سومین دوره سارکیسیان، قهقرا شوند. هاسکی‌ها ۶–۲ شگفت‌آور شروع کردند و در نیمه‌های فصل در بازی‌های کنفرانس شکست نخوردند. در یک زمان، آنها برای اولین بار در دوره کوتاه تصدی وی در همه نظرسنجی‌های بزرگ رتبه‌بندی شدند. اما آنها سپس در بازی‌های کنفرانس باقی مانده خود با شکست مغلوب اورگن، یو سی سی و ایالت اورگان ۱–۳ بازی کردند. پس از آن هاسکی‌ها در کاسه آلامو به بایلور، ۶۷–۵۶ شکست خوردند تا در این فصل ۷–۶ به پایان برسند.
در سال ۲۰۱۲، واشینگتن هاسکی‌ها پس از باخت ۲۸–۲۶ مقابل بویز ایالت در کاسه مااکو لاس وگاس ، بار دیگر ۷–۶ به پایان رسید. همان‌طور که مبارزات قبلی وی انجام شده بود، تیم واشینگتن ۲۰۱۲ سارکیسیان اکثر تیم‌های سطح پایین Pac-12 را شکست داد اما توسط تیم‌های سطح بالاتر منفجر شد. هفت پیروزی متوالی سارکیسیان لقب تمسخرآمیز «هفت وین استیو» را به او بخشید. سارکیسیان قبل از شروع کار مربیگری در USC قبل از بازی با کاسه واشینگتن، در ۸ بازی در سال ۲۰۱۳ به پیروزی رسید.

#### قرارداد جدید
قرارداد اصلی سارکیسیان در سال ۲۰۰۹ برای ۵ سال بود و ۱٫۷۵ میلیون دلار پول تضمینی برای سال اول پرداخت کرد و در سال ۲۰۱۱ به ۲٫۰ میلیون دلار و در سال ۲۰۱۳ به ۲٫۳ میلیون دلار رسید. وی پس از پیروزی در فصل ۲۰۱۰ و کاسه، قرارداد ۵ ساله جدیدی امضا کرد که در سال ۲۰۱۱ مبلغ ۲٫۲۵ میلیون دلار پول تضمینی پرداخت کرد و در سال ۲۰۱۵ به ۲٫۸۵ میلیون دلار افزایش یافت.

### بازگشت به USC
در ۲ دسامبر ۲۰۱۳، سارکیسیان با پذیرفتن سمت سرمربیگری، تصمیم به بازگشت به USC گرفت. هدف سارکیسیان این بود که با پایان یافتن تحریم‌های NCAA , USC را به راه‌های برنده خود بازگرداند. سارکیسیان مانند لین کیفین همه بازی‌ها را در حالت تهاجمی خواند و به عنوان هماهنگ‌کننده تهاجمی واقعی عمل کرد.
سارکیسیان قبل از اولین بازی خود به عنوان سرمربی با جنجال‌هایی روبرو شد، وقتی کاپیتان دفاع جاش شاو به تیم گفت که هنگام پریدن از بالکن برای نجات پسر عموی غرق شده خود، دچار دو پیچ خوردگی مچ پا شده‌است. شاو پس از تماس‌های فراوان و صحت ماجرا را زیر سال برد، اعتراف کرد که به اداره ورزش دروغ گفته‌است. سارکیسیان شاو را به مدت نامحدود تعلیق کرد.
در ۸ سپتامبر ۲۰۱۴، سارکیسیان و مدیر ورزشی USC پات هادن توسط لری اسکات، کمیسار کنفرانس Pac-12 به دلیل تلاش برای «تأثیرگذاری بر قضاوت، و در نهایت نتیجه یک مسابقه» در جریان بازی ۶ سپتامبر با استنفورد، توبیخ شدند. هادن ۲۵۰۰۰ دلار جریمه شد.

#### مرخصی و فسخ ۲۰۱۵
در ۱۱ اکتبر ۲۰۱۵، هادن اعلام کرد سارکیسیان مرخصی نامحدود می‌گیرد. هادن پس از اینکه فهمید سارکیسیان در یک تمرین برنامه‌ریزی شده در ۱۱ اکتبر ۲۰۱۵ حاضر نشده‌است، با سارکیسیان تماس گرفت. هادن در طی مکالمه خود با سارکیسیان گفت که وی از «سالم نبودن» سارکیسیان مطلع شده و از سارکیسیان خواست که به مدت نامحدود مرخصی بگیرد. کلا هیلتون، هماهنگ‌کننده تهاجمی، در غیاب سارکیسیان به عنوان سرمربی موقت فعالیت می‌کند. بعداً ESPN گزارش داد که سارکیسیان به یک جلسه قبل از تمرین آمده‌است، اما هنگامی که به نظر می‌رسد در حالت مستی است دستیارانش به او می‌گویند که به خانه برود. اسکات ولف، نویسنده USC برای روزنامه لس آنجلس دیلی نیوز، در توییتر گزارش داد که چندین بازیکن از نفس سارکیسیان بو می‌کشند.
در تاریخ ۱۲ اکتبر ۲۰۱۵، هادن اعلام کرد که سارکیسیان اخراج شده و از هلتون به عنوان سرمربی موقت برای باقی مانده فصل نام برده شده‌است (اگرچه برچسب «موقت» پس از فصل حذف شد). وی بعداً فاش کرد که سعی کرده بود با سارکیسیان تماس بگیرد تا شخصاً او را مطلع کند، اما تا آن زمان سارکیسیان در حال رفتن به یک مرکز بازپروری خارج از کشور بود و نمی‌توان به او دسترسی پیدا کرد. به گفته ESPN، هادن پس از آنکه سارکیسیان ادعا کرد که الکل را با دارو مخلوط کرده‌است، سارکیسیان را در رابطه با استفاده از الکل تحمل صفر قرار داده بود، علی‌رغم این واقعیت که به نظر می‌رسید قبل از سخنرانی مستی و فحاشی، یک رویداد تقویت کننده باشگاه (سارکیسیان پس از حادثه قبل از شروع فصل ۲۰۱۵ عذرخواهی کرد). مسمومیت آشکار در عمل می‌تواند زمینه ای برای فسخ باشد. با این حال، گزارش‌های متعدد گفت که دستیاران سارکیسیان معتقد بودند که او در جریان بازی با ایالت آریزونا مست بوده‌است.
ساعاتی قبل از شلیک سارکیسیان، لس آنجلس تایمز گزارش داد که سارکیسیان هنگام حضور در دانشگاه واشینگتن در حوادث زیادی مربوط به الکل درگیر شده‌است. هادن اعتراف کرد که قبل از استخدام وی سارکیسیان بررسی پرونده‌های عمومی را انجام نداده‌است.
سارکیسیان ۳۰ میلیون دلار دادخواست خاتمه نادرست علیه USC تشکیل داد، اما بعداً توافق کرد که آن را به داوری خصوصی منتقل کند. او سرانجام کت و شلوار را گم کرد، اما با بیان اینکه به نتیجه احترام می‌گذارد و ادامه می‌دهد، اعتراض نمی‌کند.

### آلاباما
در سپتامبر ۲۰۱۶، آلاباما سارکیسیان را به عنوان تحلیلگر تیم فوتبال خود استخدام کرد.
پس از عزیمت لین کیفین به عنوان سرمربی فلوریدا آتلانتیک، سارکیسیان در ۲ ژانویه ۲۰۱۷ به سمت هماهنگ‌کننده تهاجمی آلاباما ارتقا یافت. او در بازی قهرمانی کشور مقابل کلمسون وارد این نقش شد. جزر و مد در اولین و تنها بازی خود در فصل ۲۰۱۶ به عنوان هماهنگ‌کننده تهاجمی، به سختی به ببرها می‌بازد.

### شاهین‌های آتلانتا
در ۷ فوریه ۲۰۱۷، سارکیسیان به عنوان هماهنگ‌کننده حمله برای شاهینهای آتلانتا استخدام شد و مسئولیت کایل شاناهان را که اخیراً از آنجا خارج شده بود و به مربیگری سان فرانسیسکو فورتی ناینرز، عهده‌دار شد.
خروجی امتیازدهی تخلف، تحت هدایت وی، از ۳۳٫۸ امتیاز در هر بازی (پیشرو در لیگ NFL در سال ۲۰۱۶) به ۲۲٫۱ امتیاز در هر بازی در سال ۲۰۱۷ کاهش یافت. در سال ۲۰۱۸، امتیاز بازی به ۲۵٫۹ امتیاز در هر بازی رسیده‌است. در ۳۱ دسامبر ۲۰۱۸، وی به عنوان هماهنگ‌کننده تهاجمی اخراج شد.

### آلاباما (دوره دوم)
در ژانویه 2019، آلاباما دوباره سارکیسیان را به عنوان هماهنگ‌کننده حمله استخدام کرد. در سال ۲۰۲۰، سارکیسیان بعنوان سرمربی موقت برای پیروزی ۴۲–۱۳ آلاباما برابر اوبرن خدمت کرد، زیرا نیک صبان به دلیل پروتکل‌های COVID-19 مجبور به قرنطینه شد.
در دومین حضور خود در آلاباما، سارکیسیان مربی خط حمله مک جونز و توا تاگووایلوا بود. او برنده جایزه برولیز شد که به بهترین دستیار مربیگری کشور برای مربیگری در طول فصل ۲۰۲۰ اعطا شد.

### تگزاس
در ۲ ژانویه ۲۰۲۱، سارکیسیان به عنوان سی و یکمین سرمربی دانشگاه تگزاس در آستین انتخاب شد.

## زندگی شخصی
سارکیسیان در تورنس، کالیفرنیا متولد شد ، کوچکترین فرزند از هفت ساله است، تنها فرزند در خانواده متولد کالیفرنیا است. شش خواهر و برادر بزرگتر در ماساچوست متولد شدند. سارکیسیان ارمنی‌تبار و ایرلندی‌تبار است. پدر وی یک ارمنی‌تبار اهل ایران است که در تهران متولد شد و در سن ۱۸ سالگی برای تحصیل در دانشگاه به ایالات  متحده مهاجرت کرده‌است. مادر سارکیسیان آمریکایی ایرلندی اهل ماساچوست است. سارکیسیان کاتولیک است.
در آوریل ۲۰۱۵، گزارش شد که سارکیسیان و همسرش تقاضای طلاق کردند. سارکیسیان و همسر سابق وی دارای سه فرزند، دو دختر و یک پسر هستند. نام آنها تیلور، اشلی و بردی است.